# Schloss Türnich
Schloss Türnich  (Kasteel Türnich) is een laat-barok kasteel in het stadsdeel Türnich van de stad Kerpen (Noordrijn-Westfalen) in Duitsland, hemelsbreed ongeveer  15 kilometer ten zuidwesten van Keulen. Het gebouwencomplex ligt in het oeverlandschap van de rivier de Erft, niet ver van de voormalige bruinkoolgroeve Frechen. Sedert het midden van de 19e eeuw is de adellijke familie Van Hoensbroeck eigenaresse van het kasteel.

## Geschiedenis

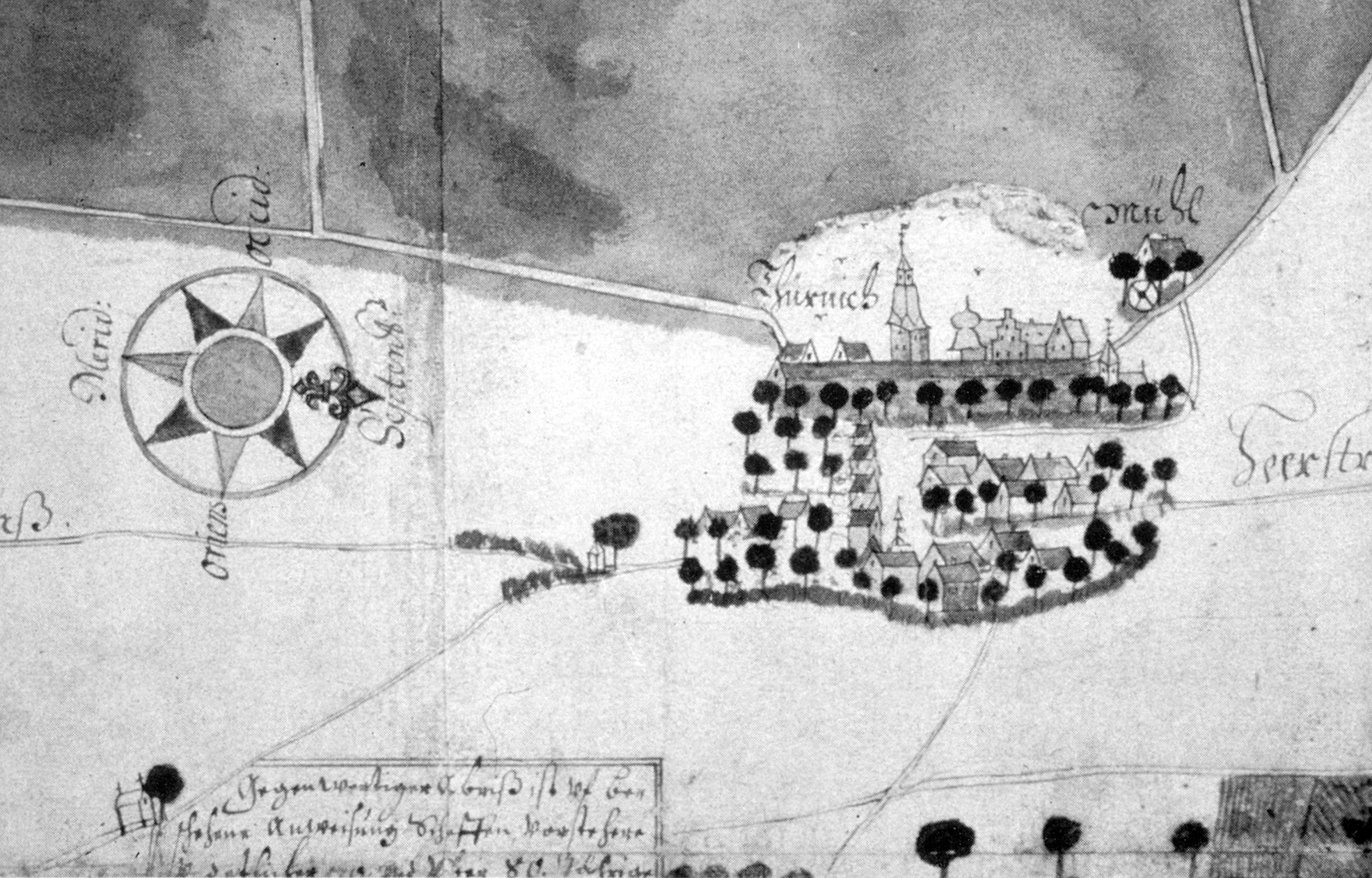
Prent van het kasteel uit 1681
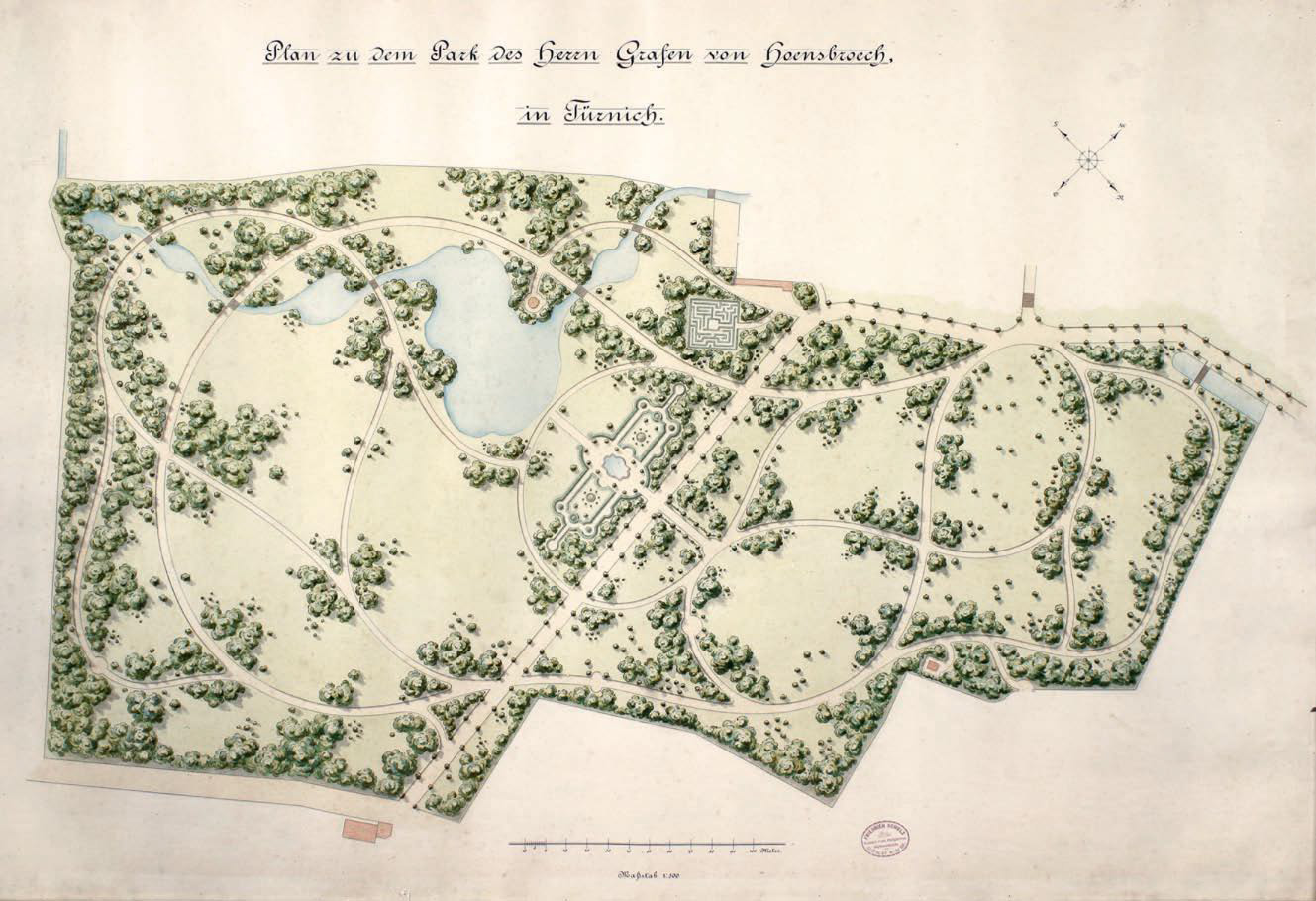
Plattegrond kasteeltuin (1785)
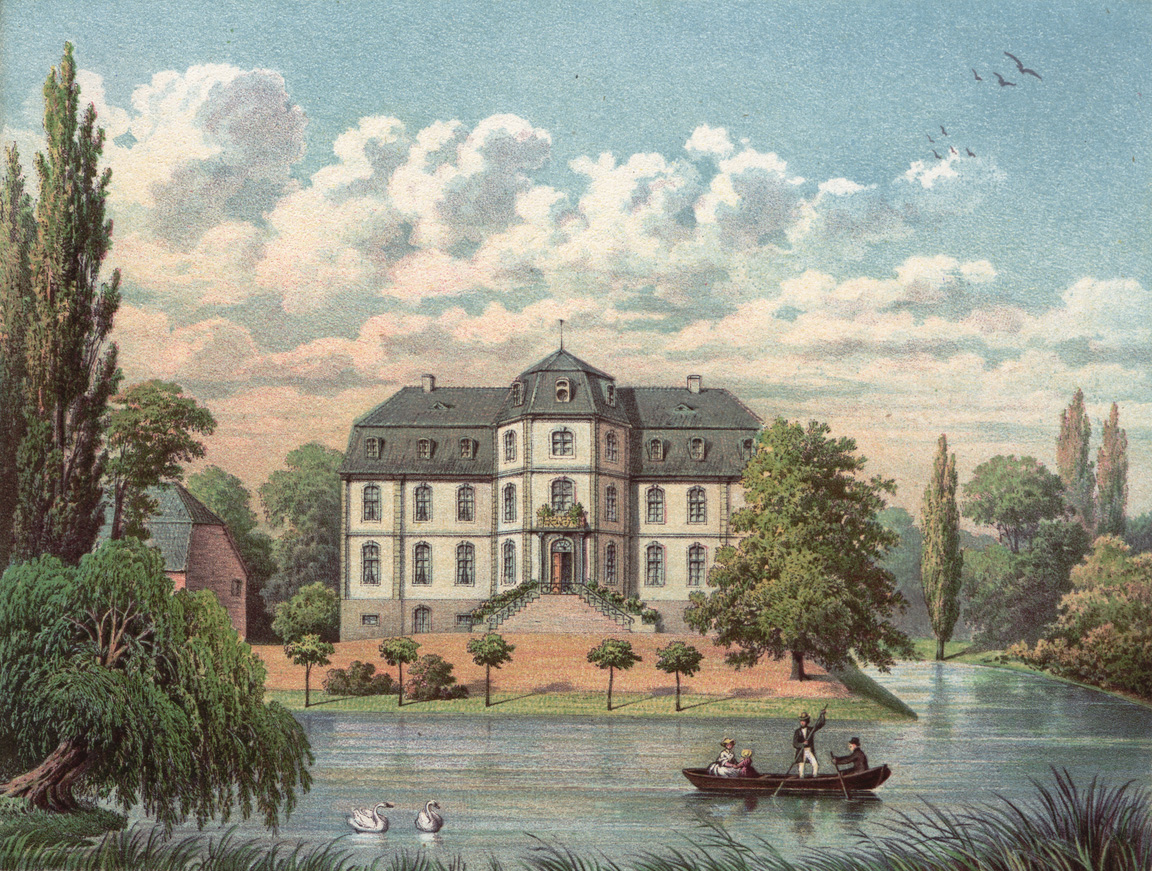
Prent van het kasteel uit 1860

Mogelijk stond op deze locatie reeds in 898 een burcht of walburcht.
In een in de middeleeuwen ontstane bufferzone tussen het Hertogdom Gulik en het  door de Keulse aartsbisschoppen geregeerde Keurvorstendom Keulen werden veel kastelen gebouwd, die toen van militair-strategisch belang waren. Oorspronkelijk was Kasteel Türnich door de Keulse aartsbisschoppen in leen gegeven aan het Sticht Essen; dit had het kasteel in 1208 in achterleen gegeven aan een ridder Winandus de Tornich. Later werd het een Guliks leen en was in bezit van vele, elkaar opvolgende geslachten, waaronder in de 15e eeuw dat van  Van Pallandt.  en in de 18e eeuw dat van von Rolshausen. De Von Rolshausens verwierven de onbeperkte eigendom van Schloss Türnich en lieten het in 1757 in Franse barokstijl herbouwen. In 1790 werd de kasteeltuin in de Engelse landschapsstijl heraangelegd. De volgende eigenaar, de graaf Von und zu Hoensbroech of Hoensbroeck, liet de tuin verder uitbreiden.
Het kasteel raakte in de 20e eeuw in verval. De slotkapel werd in 1934 door de bliksem getroffen, waarna de toren ervan gesloopt moest worden.Het had in de Tweede Wereldoorlog en door bodemdaling, veroorzaakt door de bruinkoolwinning, veel schade, o.a. aan de verzakkende fundering, opgelopen en moest in 1979 worden ontruimd. De eigenaren spannen zich sedertdien in, om kasteel, bijgebouwen en park te restaureren en er een duurzaam, milieuvriendelijk geëxploiteerd landgoed van te maken. Sedert 1984 staat het complex onder monumentenzorg.

## Restauratie vanaf 1984 en huidig gebruik
De kasteeltuinen zijn gedeeltelijk met medewerking van de uit Slovenië afkomstige kunstenaar  Marko Pogačnik, mede naar het oorspronkelijke ontwerp uit 1785, hersteld. Pogačnik heeft verscheidene stèles van zijn hand in de tuin geplaatst. De restauratie van het kasteel werd helaas door een grote brand in 1991 onderbroken, die de rond 1890 in neo-barokke stijl gebouwde slotkapel vrijwel onherstelbaar beschadigde. De restauratie kon daarna, mede dankzij overheidssubsidies en een miljoenenbedrag aan compensatie door het bruinkoolmijnbedrijf, voortgezet worden. Toch is het nodig gebleken, voor het behoud van het kasteelcomplex charitatieve instellingen in het leven te roepen. Van de giften daaraan wordt het kasteel verder opgeknapt en in stand gehouden. De eigenaren laten het kasteel, waarin een groothandel in homeopathische geneesmiddelen, een door een hogeschool uit Keulen te stichten studiecentrum op het gebied van het creëren van een ecologisch duurzame maatschappij en economie,  een hotel met restaurant en een bruilofts- en congrescentrum worden ingericht, geleidelijk onderbrengen in een andere cultureel-charitatieve stichting. Anno 2020 is er nog een tekort van enkele tientallen miljoenen euro, om alle herstelplannen uit te voeren.
De kasteeltuinen, die dicht bij de Erft liggen, de rivier die ook de slotgracht van water voorziet, zijn kosteloos voor het publiek toegankelijk. Naast het park ligt op het terrein van het kasteel een biologisch land- en tuinbouwbedrijf.
Incidenteel worden in het kasteel en in de slotkapel, die beschouwd wordt als één der architectonisch het best geslaagde laat-19e-eeuwse kerkgebouwen van geheel Noordrijn-Westfalen, rondleidingen gegeven.
Voor uitvoeriger gegevens, met name over de architectuur, zie het artikel over dit kasteel op de Duitse Wikipedia.

## Afbeeldingen

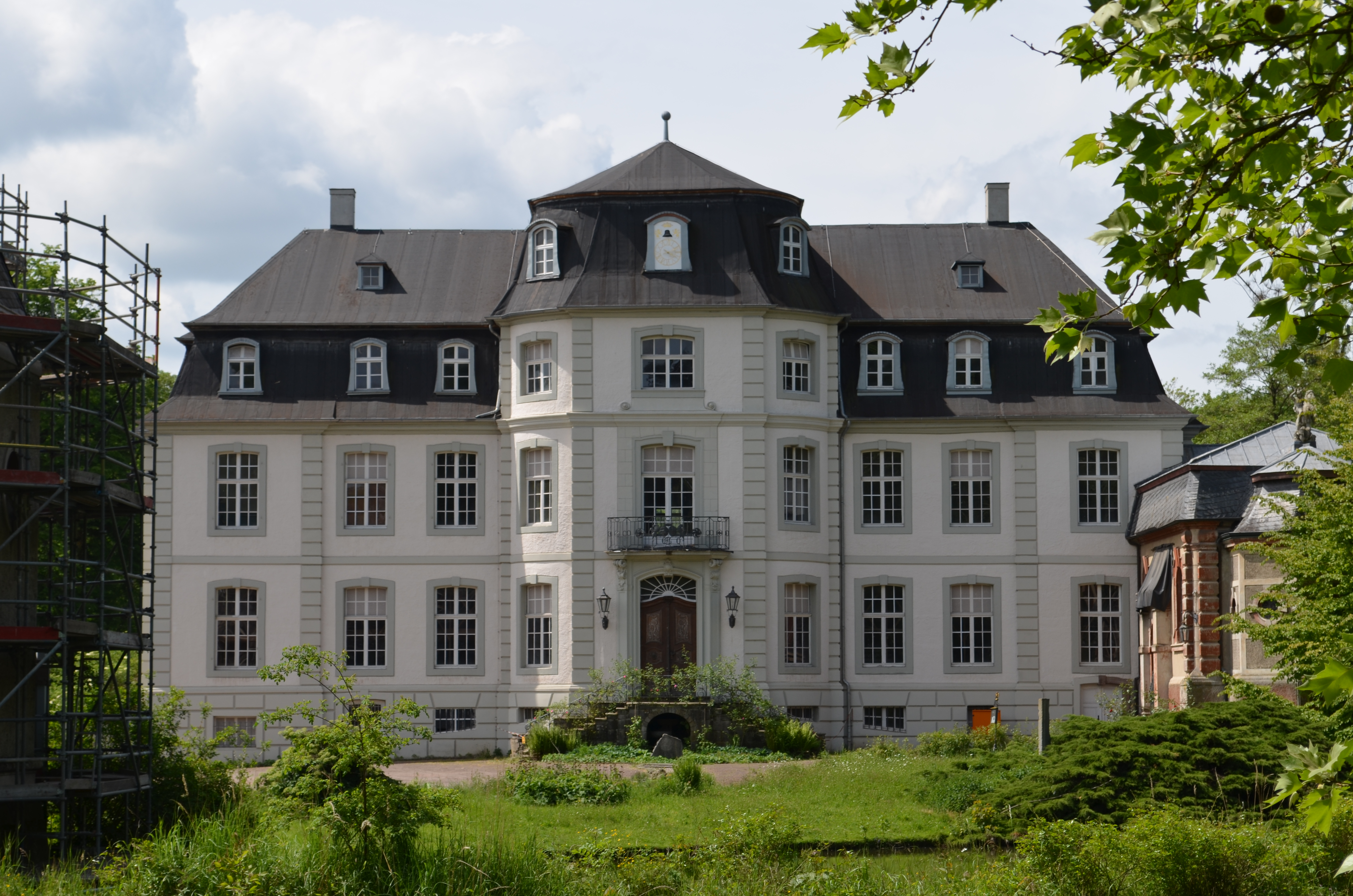
Ingang van het hoofdgebouw van het kasteel
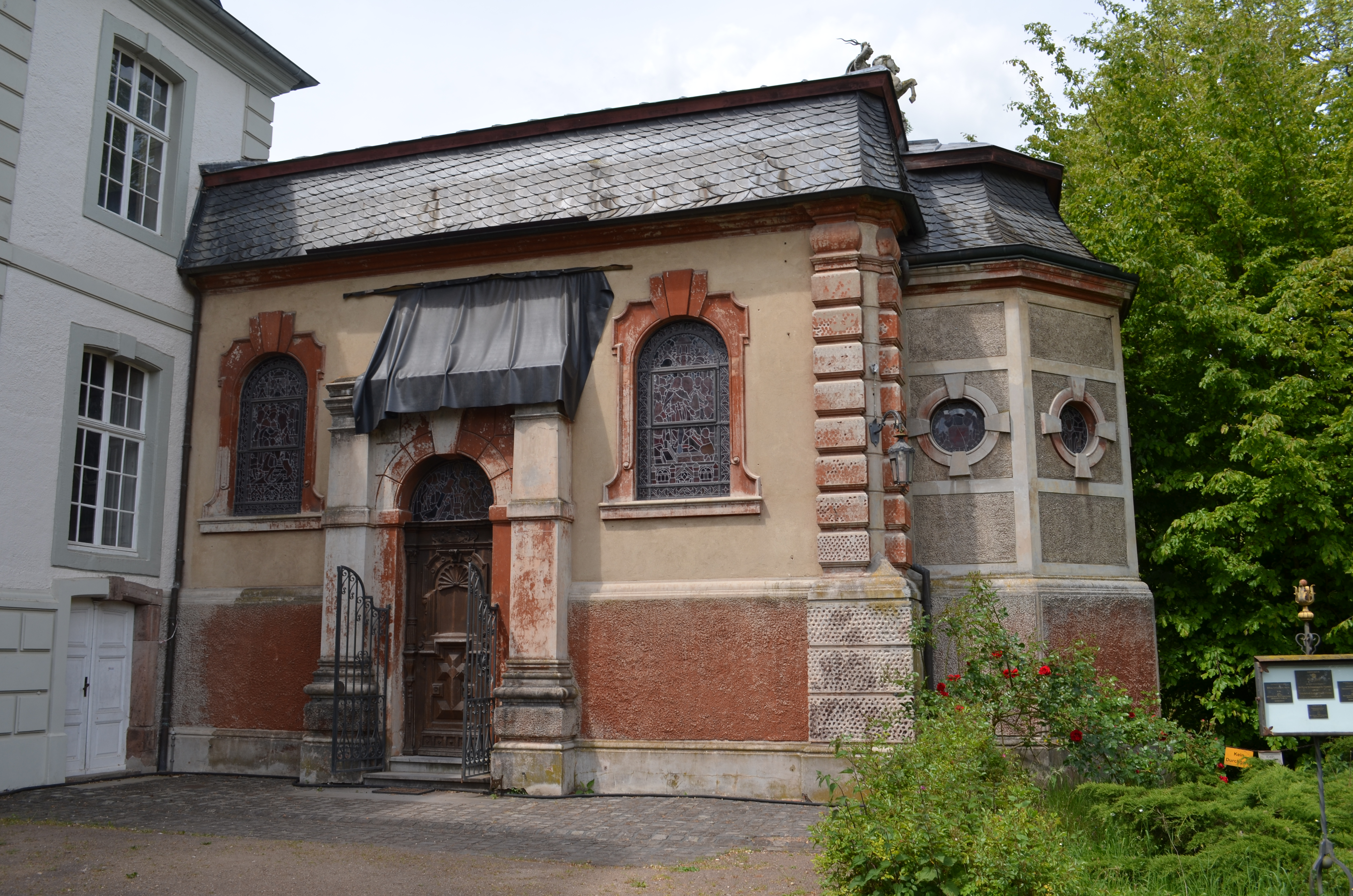
Slotkapel (2016)
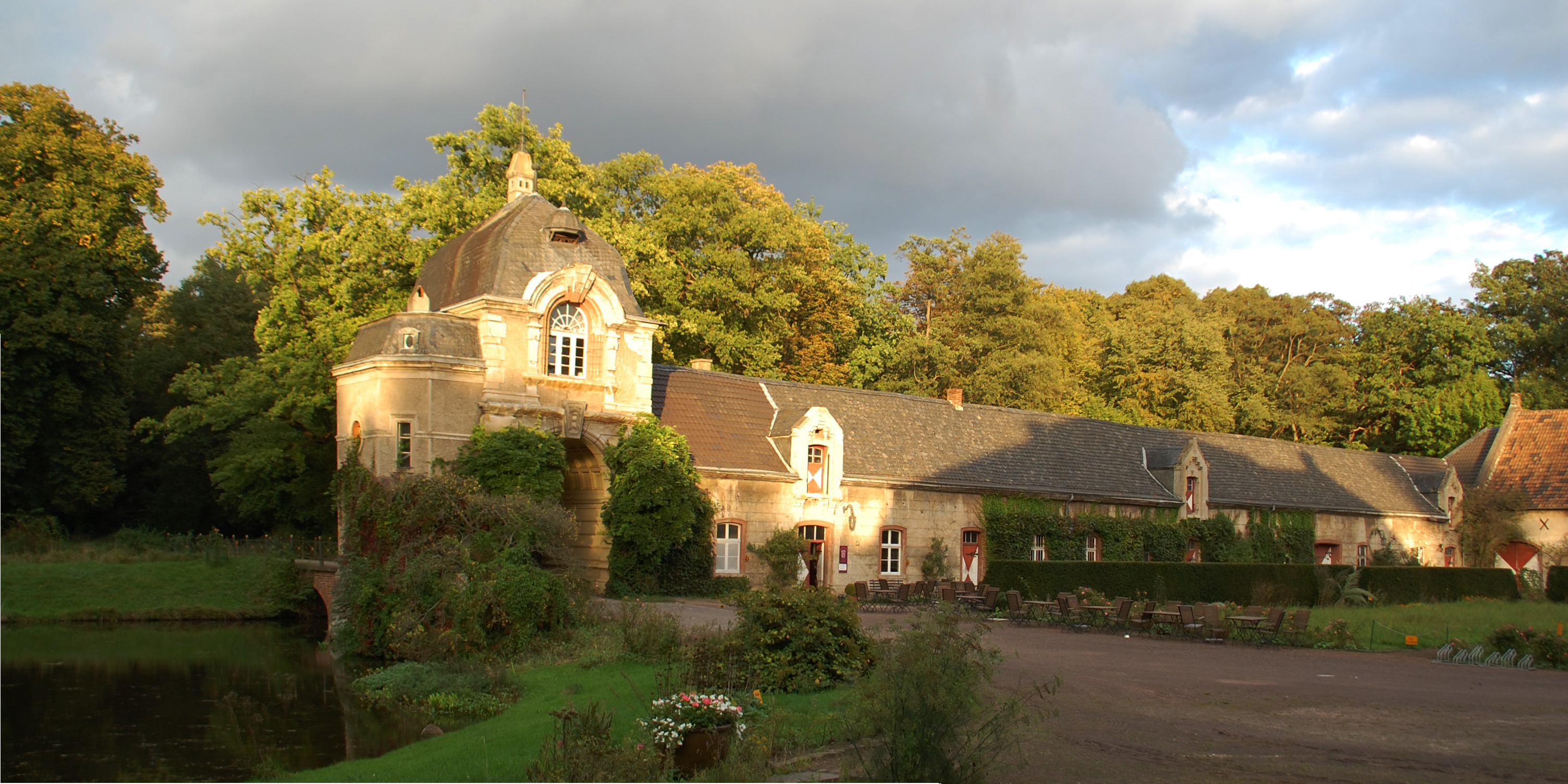
Poorthuis en voorburcht (2011)
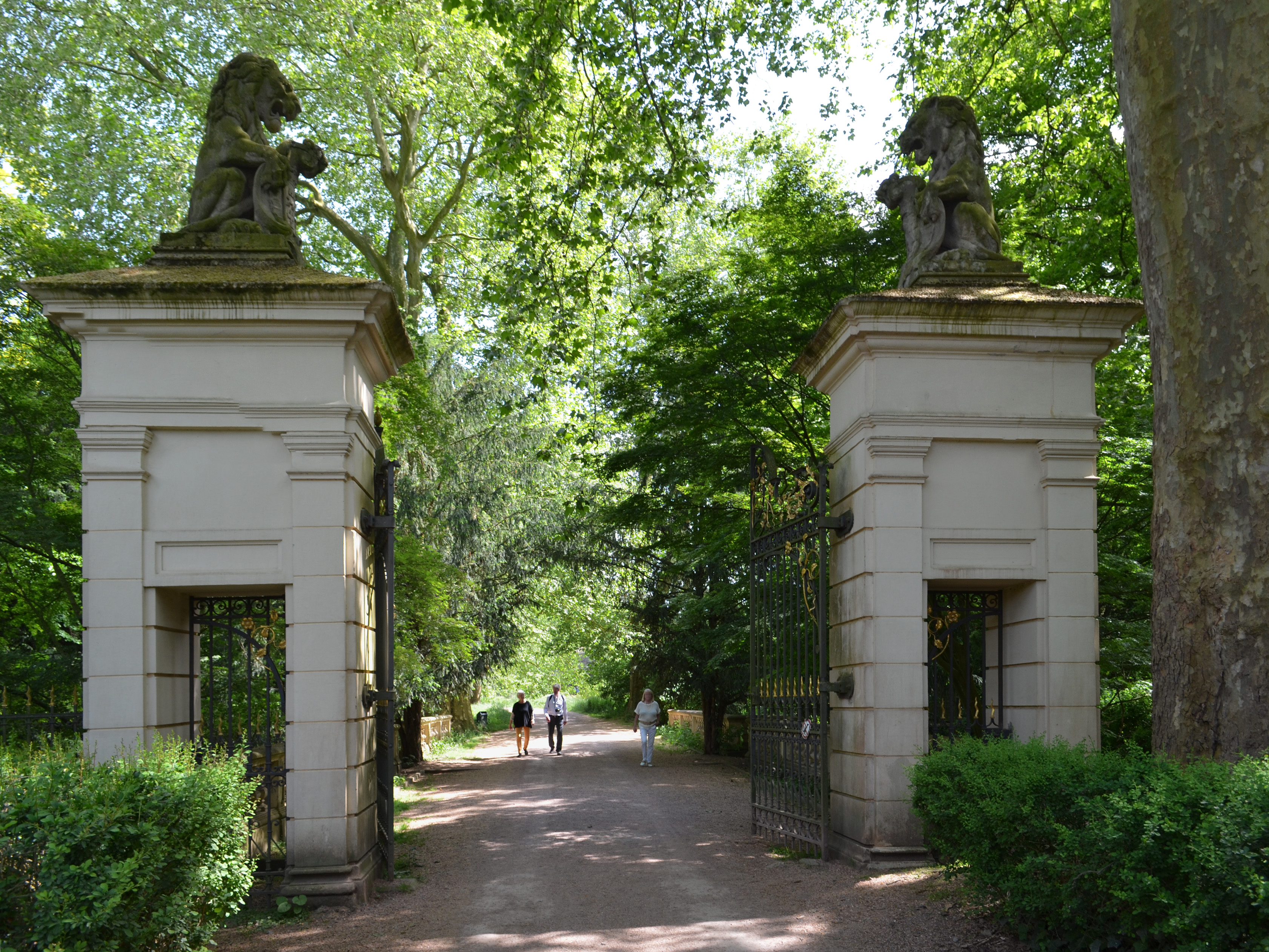
Westpoort
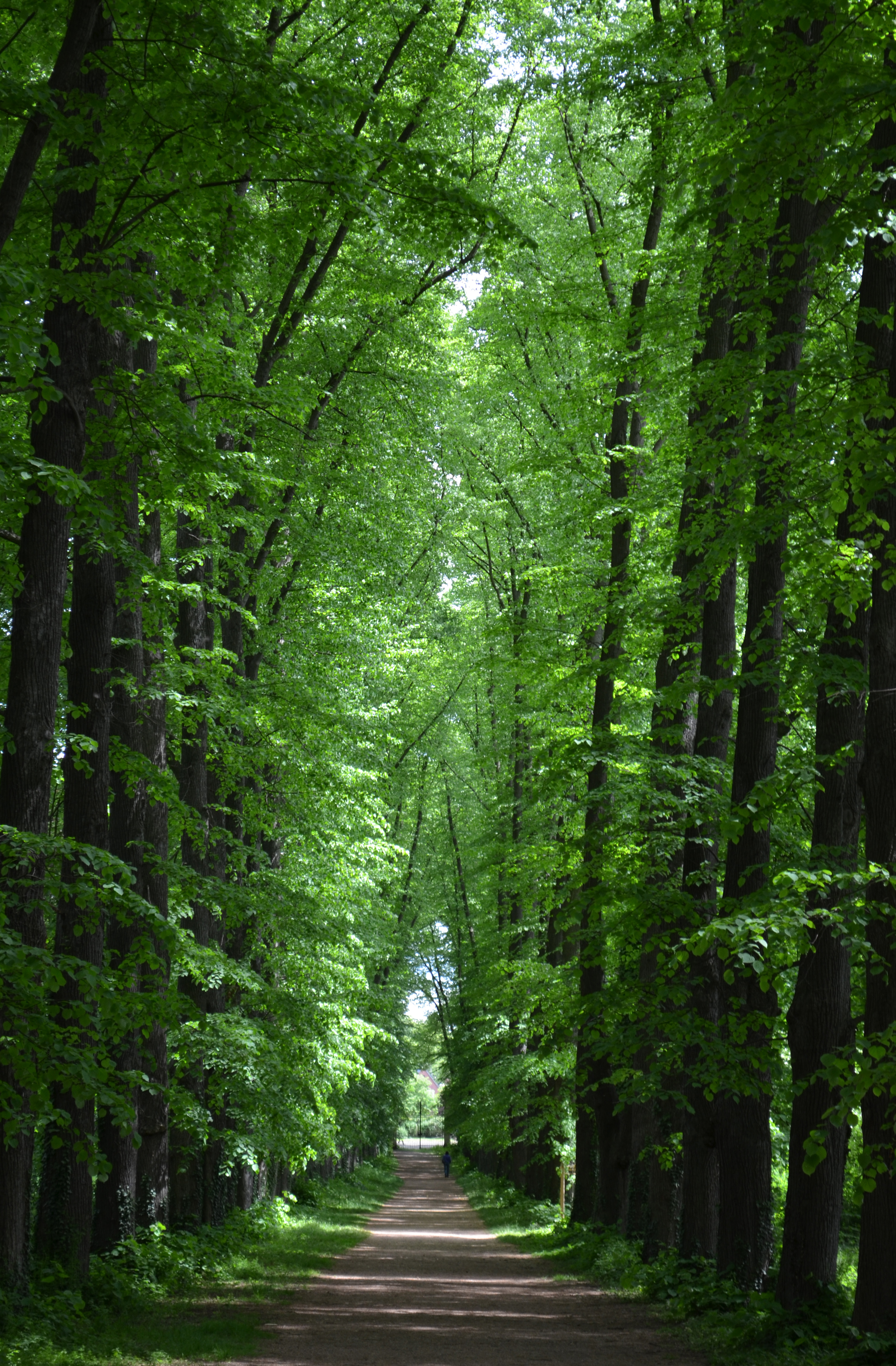
Lindenlaan in de tuinen
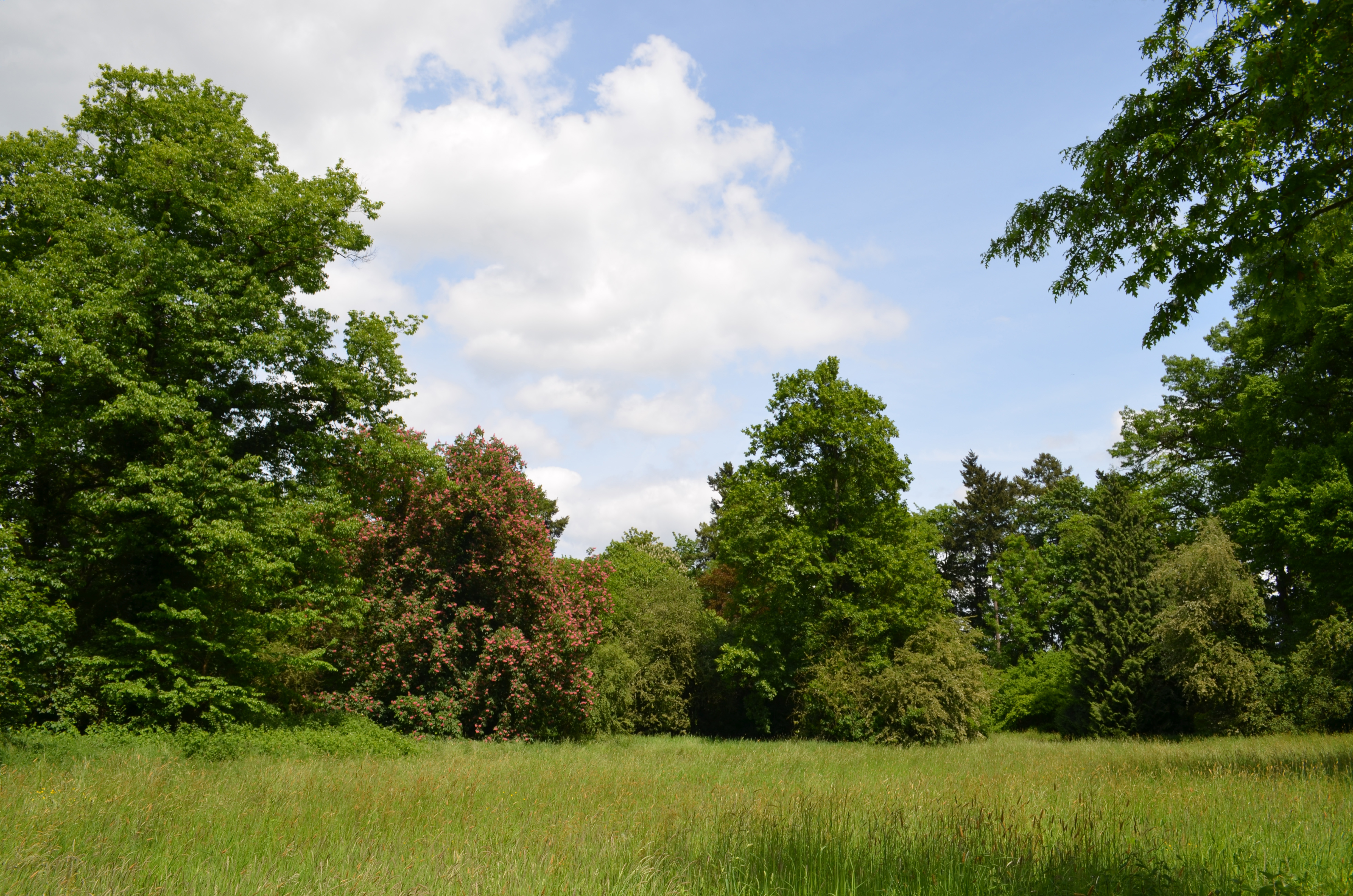
Deel van de landschapstuin (1)
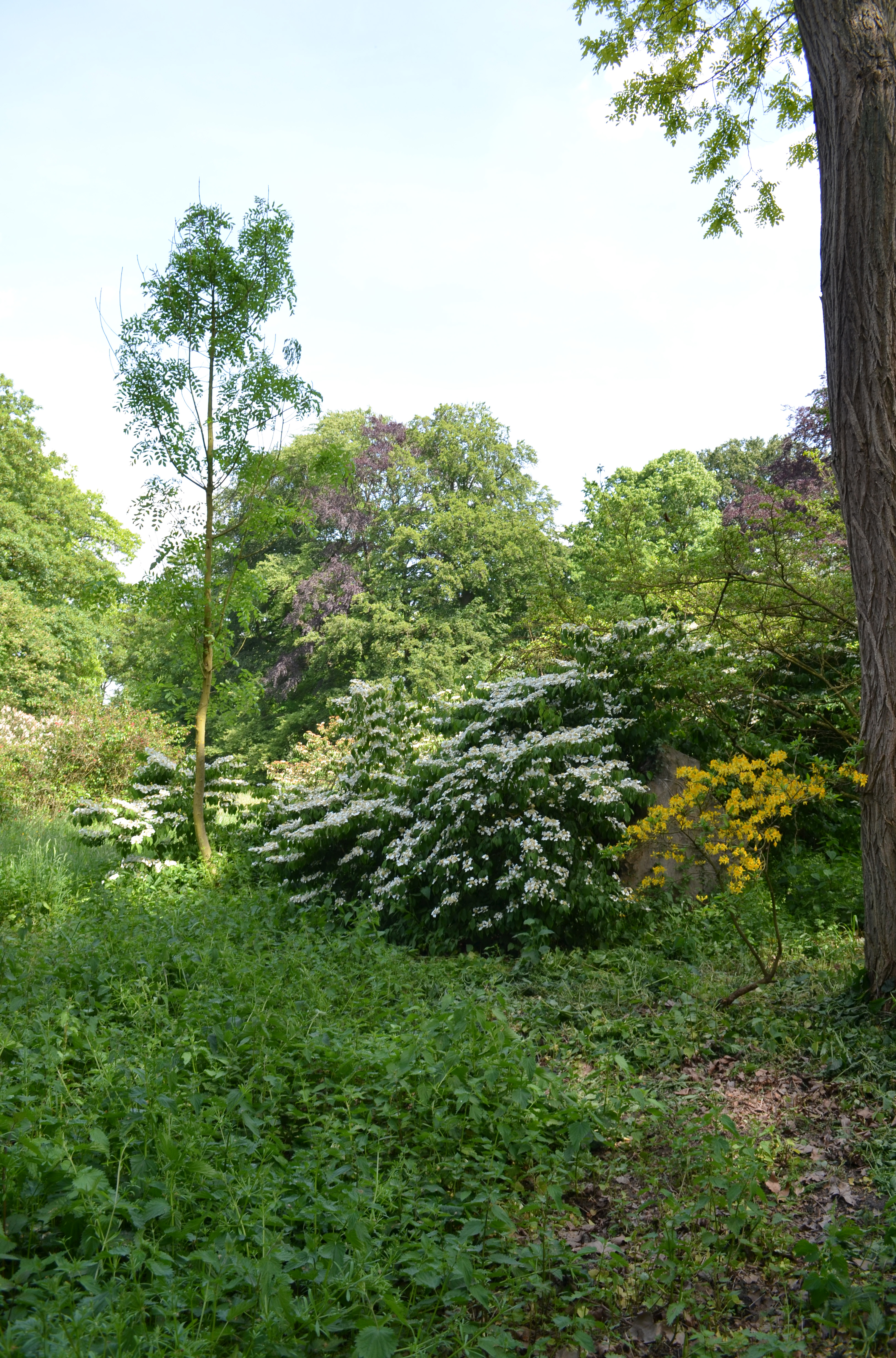
Deel van de landschapstuin (2)

## Weblinks
- www.schloss-tuernich.de Website van het kasteel